# Free Soil
Free Soil è un villaggio degli Stati Uniti d'America, situato nello Stato del Michigan, nella contea di Mason.